# Jules Héricourt
Jules Héricourt, né le 12 mars 1850 à Paris où il est mort le 24 janvier 1938, est un médecin et physiologiste français,  chef adjoint du laboratoire de physiologie de la Faculté de médecine de Paris, inventeur, avec Charles Richet, de la sérothérapie.

## Prix et distinctions
Jules Héricourt est lauréat 1933 du Prix Albert de Monaco de l'Académie de médecine(doté de 100 000 francs).
Il est nommé chevalier dans l'Ordre de la Légion d'honneur par décret du 30 juillet 1894. Charles Richier est son parrain. Il est promu Officier par décret du 28 mars 1918.

## Publications
- Mémoires originaux, trente-cinq observations de zomothérapie antituberculeuse, 1901
- Les frontières de la maladie : maladies latentes et maladies atténuées, Paris, Flammarion, 285 p. (lire en ligne)
- La santé, petit traité d'hygiène familiale, Paris, Armand Colin, 1914
- Les maladies des sociétés, tuberculose, syphilis, alcoolisme et stérilité, Paris, Flammarion, 1918, 279 p.
- Le terrain dans les maladies  (préf. Charles Richet), Paris, Ernest Flammarion, 1927, 248 p. (lire en ligne)